# John Lindroth (atleta)
John Lindroth   (Porvoo, 11 de febrer de 1906 - 12 d'agost de 1974) va ser un atleta finlandès, especialista en el salt de perxa, que va competir durant les dècades de 1920 i 1930. En el seu palmarès destaca una medalla de bronze en la prova del triple salt al Campionat d'Europa d'atletisme de 1934, rere Bo Ljungberg i Gustav Wegner.
Millorà el rècord nacional del salt de perxa diverses vegades entre 1928 i 1931, passant de 3,81 metres a 4,03 metres. El 22 de setembre de 1929 va saltar els 4,01 metres a Hèlsinki; sent el primer finlandès i quart europeu en aconseguir superar els quatre metres.

## Millors marques
- Salt amb perxa. 4,03 metres (1931)[4]